# Cidade de Vigo 2006
Il Cidade de Vigo 2006 è stato un torneo di tennis facente parte della categoria ATP Challenger Series nell'ambito dell'ATP Challenger Series 2006. Il torneo si è giocato a Vigo in Spagna dal 7 al 13 agosto 2006 su campi in terra rossa.

## Vincitori

### Singolare
Pablo Andújar ha battuto in finale  Fernando Vicente con il punteggio di 7–5, 7–6(6)

### Doppio
Pablo Andújar /  Marcel Granollers hanno battuto in finale  Augustin Gensse /  Horacio Zeballos con il punteggio di 7–6(4), 6–1